# Понс, Ален
Ален Понс (англ. Alain Pons; 16 сентября 1995, Гибралтар) — гибралтарский футболист, полузащитник клуба «Сент-Джозефс» и сборной Гибралтара.

## Биография

### Клубная карьера
Воспитанник испанского клуба «Тарагилья». После окончания футбольной школы, Понс подписал контракт с клубом чемпионата Гибралтара «Линкольн Ред Импс». Примерно в то же время Понс поступил в Университет Центрального Ланкашира в Англии и преимущественно выступал за студенческую команду, имея при этом действующий контракт с «Импс». Летом 2016 года игрок подписал контракт с «Гибралтар Юнайтед», однако за полгода не провёл за клуб ни одного матча и уже зимой вернулся в «Линкольн Ред Импс». В его составе Понс стал чемпионом Гибралтара в сезоне 2018/19, однако по окончании сезона он покинул клуб и перешёл в «Сент-Джозефс».

### Карьера в сборной
В 2015 году Понс в составе сборной Гибралтара принимал участие в Островных играх, где сыграл в трёх матчах группового этапа (забил один гол) и в матче за 9 место, в котором Гибралтар уступил Аландским островам.
В официальных матчах дебютировал за сборную Гибралтара 31 августа 2017 года в матче отборочного турнира чемпионата мира 2018 против сборной Бельгии (0:9), в котором вышел на замену на 61-й минуте вместо Энтони Эрнандеса. В 2018 году принял участие в 5 (из 6) матчах Гибралтара в Лиге наций УЕФА.

## Достижения
«Линкольн Ред Импс»
- Чемпион Гибралтара: 2018/19
- Обладатель Суперкубка Гибралтара: 2017